# Trouble (album Akona)
Trouble - debiutancki album studyjny senegalskiego rapera Akona wydany 29 czerwca 2004 roku. Zadebiutował na pierwszym miejscu w UK Albums Chart w Wielkiej Brytanii i szybko zdobył status platyny w Stanach Zjednoczonych za sprzedaż 2,8 mln kopii. Płyta zyskała przychylne recenzje od większości krytyków muzycznych. Od momentu debiutu do dziś wydawnictwo jest największym sukcesem komercyjnym rapera. Na krążku znajduje się znany przebój "Lonely", który otworzył Akonowi drogę do sławy.

## Lista utworów
1. "Locked Up" - 3:56
2. "Trouble Nobody" - 3:23
3. "Belly Dancer (Bananza)" - 4:00
4. "Gangsta" (featuring Daddy T, Picklehead & Devyne) - 4:15
5. "Ghetto" - 3:55
6. "Pot of Gold" - 3:36
7. "Show Out" - 3:25
8. "Lonely" - 3:57
9. "When the Time's Right" - 3:44
10. "Journey" - 4:18
11. "Don't Let Up" - 4:04

## Pozycje na listach
| Lista (2008)                          | Najwyższa pozycja |
| ------------------------------------- | ----------------- |
| Australian Albums Chart               | 12                |
| Canadian Albums Chart                 | 51                |
| UK Albums Chart                       | 1                 |
| European Top 100 Albums               | 4                 |
| U.S. Billboard 200                    | 18                |
| U.S. Billboard Top R&B/Hip-Hop Albums | 11                |

## Certyfikaty
| Kraj              | Certyfikat |
| ----------------- | ---------- |
| Kanada            | złoto      |
| Wielka Brytania   | platyna    |
| Stany Zjednoczone | platyna    |